# Yang Shuyu
Yang Shuyu, född 6 mars 2002, är en kinesisk basketspelare. 
Yang deltog vid olympiska sommarspelen 2020 och var en del av Kinas lag som tog brons i tremannabasket.